# Emanuel Schegloff
Emanuel Schegloff é um sociólogo estadunidense conhecido por ter desenvolvido, junto a Harvey Sacks e Gail Jefferson, a análise da conversa. É professor emérito de sociologia e linguística aplicada na Universidade da Califórnia em Los Angeles.